# Piaggine
Piaggine è un comune italiano di 1066 abitanti della provincia di Salerno in Campania.

## Geografia fisica

### Territorio
Il comune di Piaggine è situato nell'alto Cilento, all'interno del parco nazionale del Cilento, Vallo di Diano e Alburni. Il centro abitato sorge su vari declivi in prossimità del fiume Calore Lucano, che nasce dal monte Cervati (1899 m). In prossimità di Piaggine vi sono anche la cima di Mercori (1789 m), il monte Motola (1700 m) e il monte Vivo (1538 m). Il territorio nei dintorni è ricco di fitti boschi, come il Cervatello e il bosco di Mercori.

### Clima
Il clima di Piaggine è tipicamente mediterraneo, anche se risente della vicinanza della vetta del Monte Cervati e dell'altitudine. 
D'inverno può comparire anche spesso la neve.

## Storia
Il borgo, denominato Piaggine Soprane (per distinguerlo da Piaggine Sottane, oggi Valle dell'Angelo), dal 1811 al 1860 ha fatto parte del circondario di Laurino, appartenente al distretto di Vallo del Regno delle Due Sicilie.
Dopo l'annessione al Regno d'Italia cambiò la denominazione in Piaggine. Dal 1860 al 1927, durante il Regno d'Italia ha fatto parte del mandamento di Laurino, appartenente al circondario di Vallo della Lucania.

## Monumenti e luoghi d'interesse
Piaggine è un borgo caratterizzato da piccole stradine, abitazioni in pietra e vari palazzi nobiliari. I principali edifici religiosi nel centro abitato sono la chiesa di San Nicola (eretta nel 1500, e più volte rimaneggiata), la chiesa della Madonna del Carmine (del 1500), la cappella della Madonna delle Grazie (nella periferia del borgo) e la chiesa di San Pietro (del 1200, restaurata nel XVII secolo e di recente). Inoltre, sono meta di pellegrinaggio la piccola cappella dedicata alla Madonna della Neve (situata in una grotta naturale sul Monte Cervati, a 1.830 m) e la chiesa della Madonna del Vivo (collocata sul monte omonimo a circa 1.230 m); le rispettive celebrazioni si tengono il 4-5 agosto e il 15 agosto. Il ponte medievale che sovrasta il fiume Calore è situato nel mezzo del borgo.

## Società

### Evoluzione demografica
Abitanti censiti

### Tradizioni e folclore
Tra gli eventi religiosi che si svolgono a Piaggine vi sono le celebrazioni per la Madonna delle Grazie (2 luglio), la Madonna del Carmine (16 luglio), Santa Filomena (23 agosto) e San Nicola (6 dicembre).

## Infrastrutture e trasporti

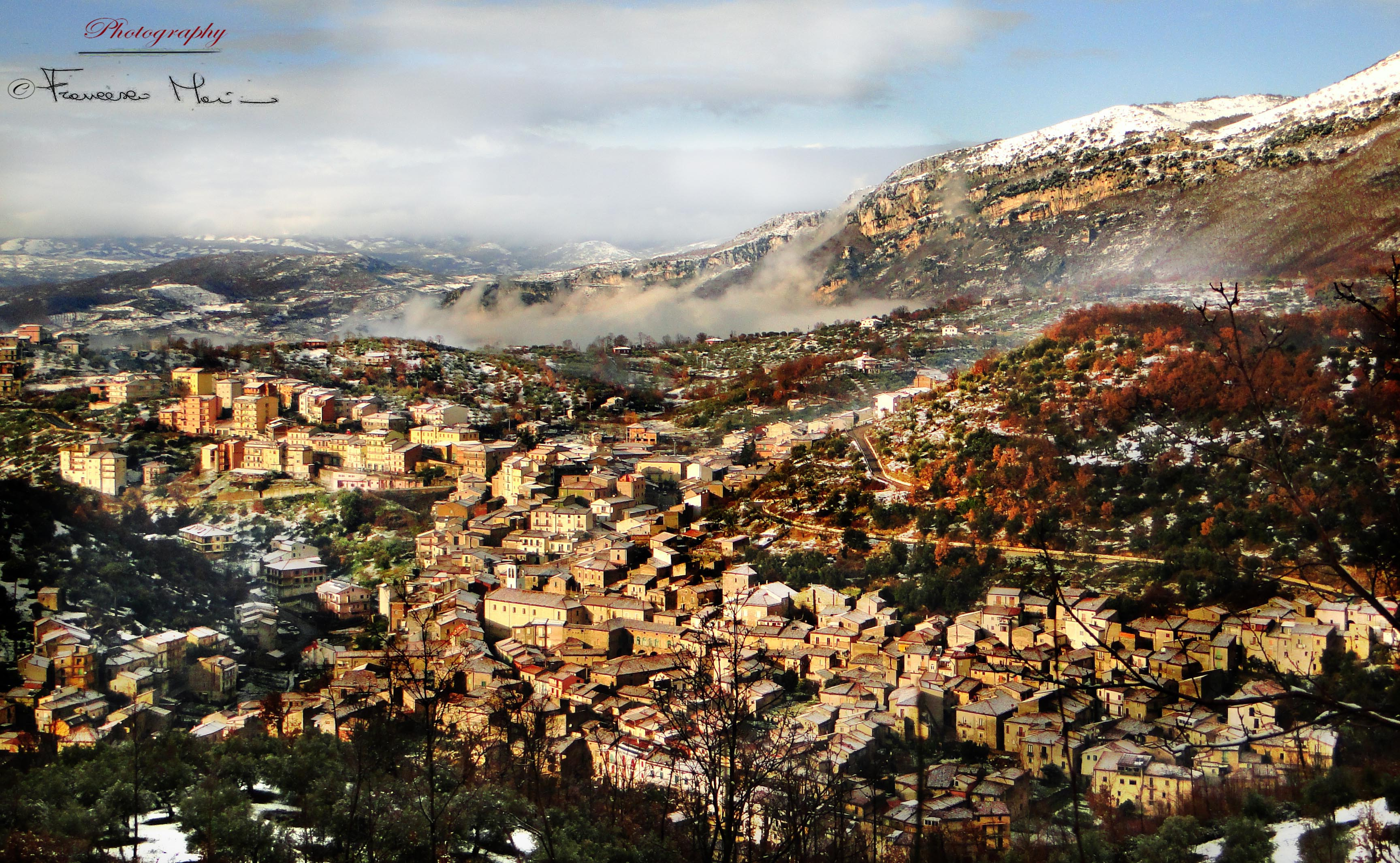
Panorama

### Strade
- Strada Provinciale 11/d Laurino(Innesto SP 69)-Piaggine-Bivio Sacco-Sella del Corticato-S.Marco.
- Strada Provinciale 69 Innesto SP 11(Presso Laurino)-Villa Littorio.
- Strada Provinciale 72/c Madonna del Monte Vivo-Piaggine.
- Strada Provinciale 229 Innesto SP 11(S.Cristoforo)-Innesto SP 69(loc. S.Lorenzo di Villa Littorio).
- Strada Provinciale 388 Piaggine-Monte Cervati.
- Strada Provinciale 407 Valle dell'Angelo-Tempa di Piaggine.

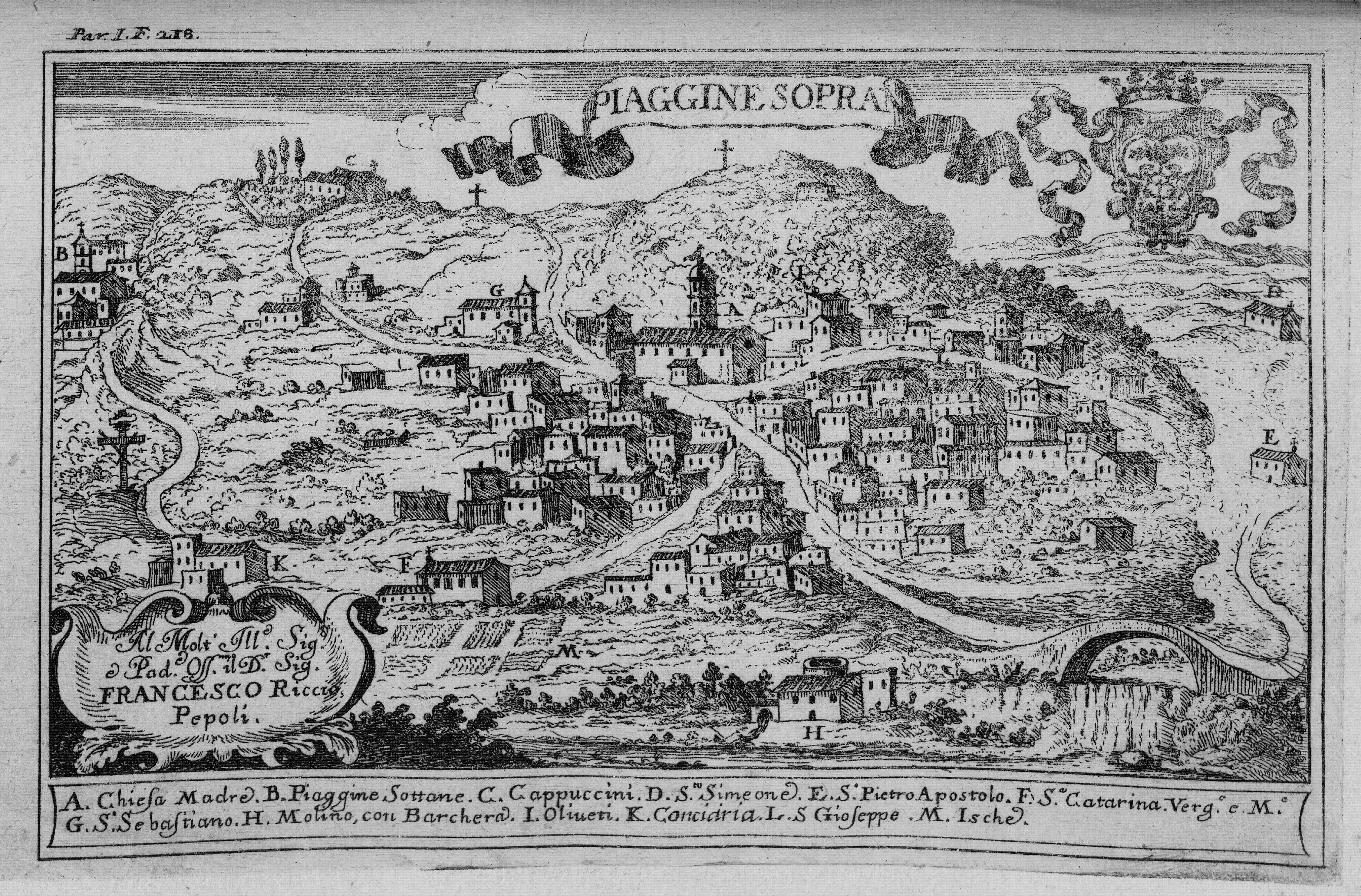
Stampa di Piaggine tratta da "Il Regno di Napoli in prospettiva", di Giovan Battista Pacichelli, Napoli, Parrino e Mutio, 1703.

## Amministrazione

### Sindaci
| Periodo        | Periodo        | Primo cittadino   | Partito                           | Carica  | Note |
| -------------- | -------------- | ----------------- | --------------------------------- | ------- | ---- |
| 12 giugno 1994 | 24 maggio 1998 | Antonio Bruno     | lista civica                      | Sindaco |      |
| 24 maggio 1998 | 27 maggio 2007 | Angelo Pipolo     | centro-sinistra                   | Sindaco |      |
| 28 maggio 2007 | 6 maggio 2012  | Angelo Ciniello   | lista civica                      | Sindaco |      |
| 7 maggio 2012  | 11 giugno 2017 | Guglielmo Vairo   | lista civica Uniamo Piaggine      | Sindaco |      |
| 11 giugno 2017 | 12 giugno 2022 | Guglielmo Vairo   | lista civica Crediamo in Piaggine | Sindaco |      |
| 12 giugno 2022 | in carica      | Renato Pizzolante | lista civica Piaggine Rinasce     | Sindaco |      |

### Gemellaggi
- Sayalonga

### Altre informazioni amministrative
Il comune fa parte della Comunità montana Calore Salernitano e dell'Unione dei comuni Alto Calore.
Le competenze in materia di difesa del suolo sono delegate dalla Campania all'Autorità di bacino interregionale del fiume Sele.